# Estación Aan de Zoom
Aan de Zoom es una parada de tranvía dentro de la ciudad de Uithoorn, Países Bajos. en el distrito de Legmeer de Uithoorn. La parada se inauguró el 20 de julio de 2024, un día después de que comenzara el servicio regular de la línea 25 (Amsteltram). La parada recibe su nombre de la calle homónima, Aan de Zoom.
La parada tiene dos plataformas laterales y es una de las tres paradas agregadas a la línea 25 cuando la línea se extendió hasta Uithoorn en julio de 2024.
La parada se encuentra en el trazado de la línea ferroviaria Bovenkerk-Uithoorn de Haarlemmermeer, inaugurada en 1915. Esta línea se cerró al transporte de pasajeros en 1950 y al de mercancías en 1972, pero permaneció en uso hasta 1981 para la construcción y el intercambio de equipos con la línea de Schiphol, tras lo cual se desmanteló. En memoria de la línea ferroviaria, varias calles del distrito recibieron nombres de antiguos términos ferroviarios como Langs de Baan y Aan het Spoor, y topónimos como In het Midden, In het Rond y Aan de Zoom, de los cuales la parada recibió su nombre, en un distrito donde casi todas las demás calles tienen nombres de plantas, aves o mamíferos.
En los planes para la renovación de la línea Uithoorn, se ha considerado una ampliación con tres paradas hasta Uithoorn. Las obras comenzaron en 2020 y el 20 de julio de 2024 se inauguró la parada con motivo de la festividad; un día después, se puso en marcha el servicio regular.

## Galería

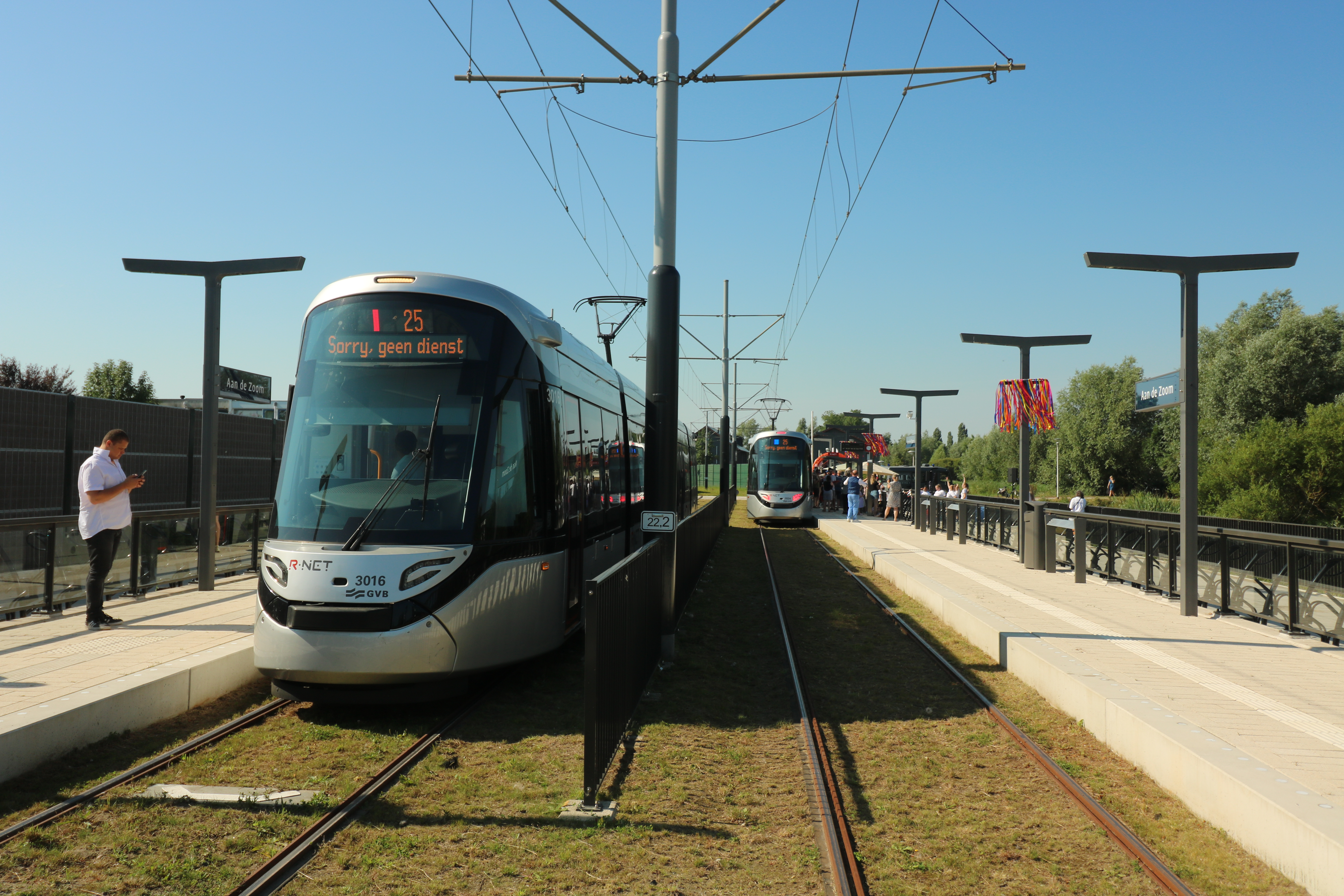
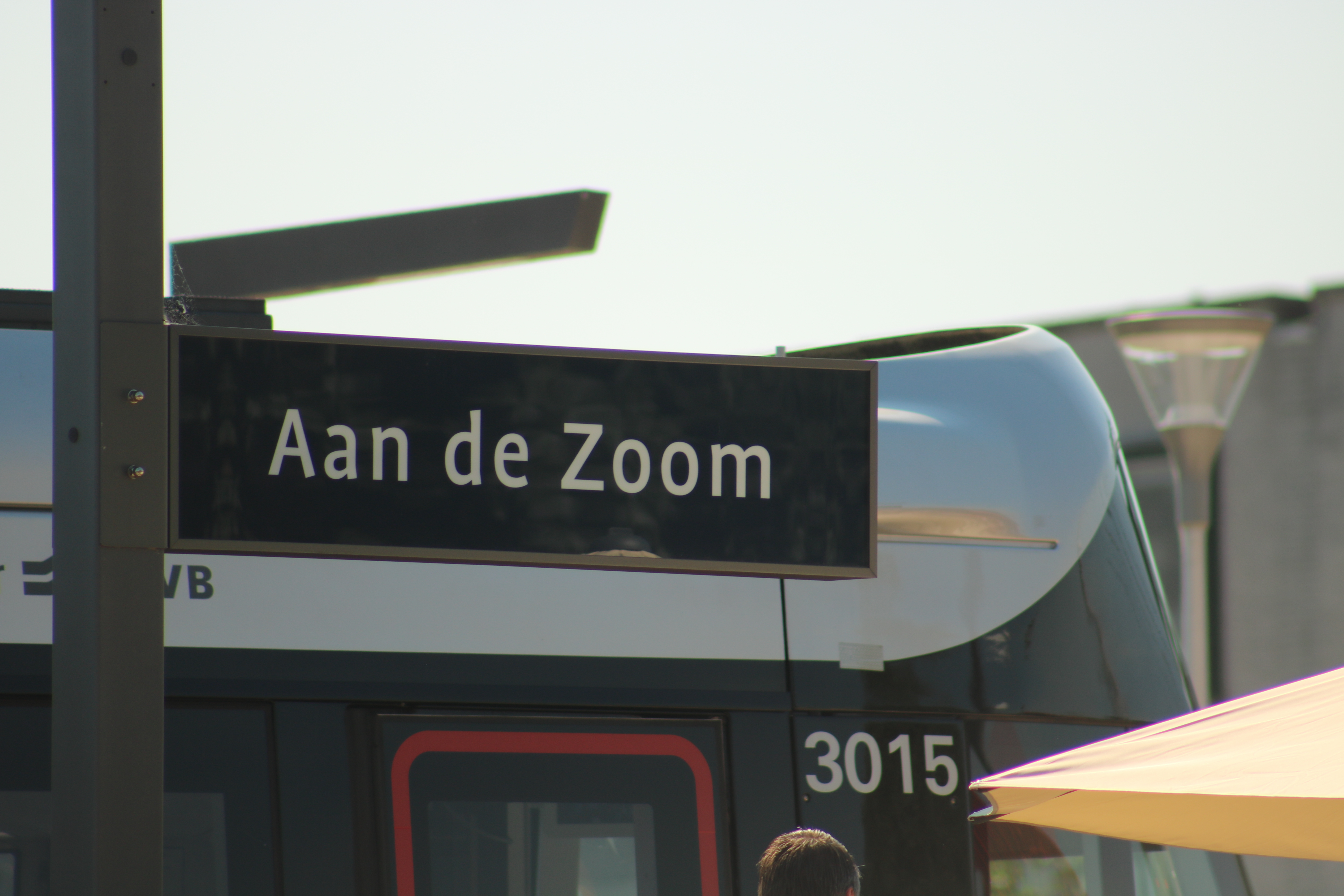